# Warner Bros. Discovery Latin America
Warner Bros. Discovery Latin America, Inc. (anteriormente conocida como Turner Broadcasting System Latin America y WarnerMedia Latin America) es una empresa productora y distribuidora  latinoamericana que sirve como filial regional del conglomerado estadounidense Warner Bros. Discovery en toda América Latina y el Caribe.
La empresa posee 22 canales de televisión de pago básicos, además de tener acuerdos estratégicos con Novus Media y Carey Media Holding, dueños de los canales CNN Brasil y CNN Chile respectivamente, para el licenciamiento de la marca CNN en esos países. También posee el portafolio de 8 canales de televisión de pago premium de la suite HBO Pack, las emisoras de radio CNN Radio en Español, CNN Radio Argentina, la productora audiovisual Particular Crowd, la plataforma de medios de influencers RAZE y la plataforma de streaming premium on demand HBO Max.
Adicionalmente, Warner Bros. Discovery Latin America opera, distribuye y comercializa todas estas señales en más de 40 países, con aproximadamente 2000 empleados con base en 11 ciudades de la región.
Además, tiene a su cargo las operaciones, ventas publicitarias, marketing, así como también la distribución de las series y películas de Warner Bros en toda la región de América Latina y el Caribe.
En Argentina, bajo su subsidiaria Warner Bros. Discovery International Argentina S.A., la compañía se emplea a más de 850 trabajadores.

## Empresa
En 2007, Turner Broadcasting System Latin America adquirió Imagen Satelital S.A., la compañía argentina propiedad de Claxson Interactive Group que contaba con un portafolio de siete canales: Space, I.Sat, Infinito, HTV, MuchMusic, Fashion TV y Retro. WarnerMedia se encargó de la distribución de los canales en Latinoamérica. Luego de estas adquisiciones, la empresa comienza una serie de reajustes en sus canales de televisión.
En diciembre de 2008, la empresa lanzó un nuevo canal infantil, Tooncast, con programas de archivo de la biblioteca de Turner, Hanna Barbera y MGM, como era Boomerang en sus inicios. En ese mismo año, se lanzó CNN Chile, un canal de noticias exclusivo para ese país bajo una empresa conjunta con la cableoperadora VTR.
En 2009, fusionó los contenidos de Retro con TCM renovando la marca a TCM Classic Entertainment, mientras que Retro fue reemplazada por TruTV, la versión latinoamericana del canal en EUA. 
En 2010, el canal chileno Chilevisión fue comprado por Turner Broadcasting System Latin America por medio de su subsidiaria, Turner Broadcasting System Chile S.A.
En 2011, la versión latinoamericana de Fashion TV es reemplazada por Glitz. Además, TBS LA se hace cargo de las operaciones, programación y marketing de Warner Channel  y lanza TBS, dedicado a series y películas de comedia, similar en características al canal estadounidense.
En septiembre de 2014, Turner Broadcasting System relanza a Boomerang con una nueva tipografía, un nuevo paquete gráfico y programación renovada, reposicionándolo nuevamente como un canal de dibujos animados con series de Cartoon Network.
El 10 de marzo de 2015 en Argentina y el 17 de marzo de 2015 en Latinoamérica, el canal Infinito en Latinoamérica es reemplazado por TNT Series debido a baja audiencia; buena parte de su programación pasó al canal TruTV. El 7 de abril de este mismo año, Warner Channel estrena nuevo logo, nueva tipografia y nueva gráfica.
Los canales cambian de logo durante el año 2016: TBS el 1 de abril, TruTV el 1 de septiembre, TNT y TNT Series el 30 de noviembre.
El 25 de agosto de 2017, Turner Broadcasting System lanza el nuevo canal deportivo TNT Sports en Argentina.
El 16 de diciembre de 2017 tras una negociación con ANFP adquirió el canal del fútbol chileno CDF tras una millonaria oferta de US$1,2 mil millones, cuya transacción fue aprobada un año después por la Fiscalía Nacional Económica de Chile.
Luego de una reestructuración de las operaciones de sus señales y mediante la fusión de Turner Broadcasting System Latin America y HBO Latin America Group, comienza a unificarse y usarse la nueva denominación llamada WarnerMedia Latin America.
El 4 de mayo de 2020 WarnerMedia adquirió la participación minoritaria de Ole Communications en HBO Ole Partners y HBO Brasil Partners, convirtiéndose así en el titular de los servicios de los canales premium HBO, HBO2, HBO Family, HBO+, HBO Signature, HBO Mundi, HBO Xtreme, HBO Pop, el canal básico Cinemax y en el titular del servicio OTT HBO GO en los países de habla hispana de América Latina, el Caribe y Brasil.
WarnerMedia tiene dos sedes centrales en Latinoamérica: la primera en Argentina (mediante WarnerMedia International Argentina S.A.) y la segunda en Chile (mediante WarnerMedia International Chile S.A) con los canales CNN Chile y TNT Sports Chile.
El 17 de enero de 2021 WarnerMedia comienza la internacionalización de TNT Sports a través de CDF en Chile y Esporte Interativo en Brasil, renombrándolas igual que su señal hermana en Argentina, unificándolas con nuevo logo, nueva tipografia y nuevas gráficas.
El 10 de junio de 2021 WarnerMedia expande a México, la red regional de TNT Sports, lanzándola como una marca. Esto luego de obtener las transmisiones de la UEFA Champions League por 3 temporadas. Aunque en un principio se dijo que serían exclusivas en la nueva plataforma de streaming HBO Max tanto en México como en Brasil, el lanzamiento de la marca permitió anunciar que 71 partidos de la temporada irían por televisión a través de TNT y Cinemax. Con el lanzamiento en México, TNT Sports une la red regional que ya había establecido en Argentina, Chile y Brasil.
El 30 de septiembre de 2021, WarnerMedia completó el proceso de venta de Chilevisión a ViacomCBS Networks International a través de su subsidiaria ViacomCBS Networks Americas. No obstante, Chilevisión continuaría operando desde los estudios de Machasa en la modalidad de arriendo.
El 1 de diciembre de 2021 Boomerang cesó sus transmisiones y fue reemplazado por Cartoonito, un nuevo canal infantil de carácter preescolar de 2 a 6 años.
Para 2022, WarnerMedia se hace de los derechos de la Copa Mundial de Clubes de la FIFA 2021, transmitiéndola en sus canales de TNT Sports en Argentina y Chile, mientras que utilizó la marca de México para transmitirla en exclusiva por TNT no sólo para ese país, sino también para la región de Centroamérica y República Dominicana permitiéndole a la marca debutar en esos países con la transmisión de este torneo.
Luego de una reestructuración de las operaciones de sus señales y mediante la fusión de WarnerMedia Latin America y Discovery Latin America, comienza a unificarse y usarse la nueva denominación llamada Warner Bros. Discovery Latin America.
El 4 de abril de 2023, el presidente ejecutivo de CNN Chile, Jorge Carey Carvallo, a través de su compañía Carey Media Holding SpA, firmó un acuerdo con Warner Bros. Discovery para quedarse con la señal adquiriendo el 100% y obteniendo la licencia para operar bajo el nombre de CNN.
El 22 de agosto de 2023, Warner Bros. Discovery anunció el próximo lanzamiento de un canal de televisión 24/7 de Adult Swim en Latinoamérica, programado para debutar a fines de octubre. El canal contaría con contenido original de Adult Swim, historias animadas de héroes y villanos de DC, el bloque Toonami con animes populares, y contenido de gaming y cultura geek de Warner Play. El 3 de septiembre de 2023, se confirmó que la fecha del lanzamiento del canal sería el 31 de octubre de 2023, reemplazando al canal TruTV. Sin embargo, el canal no está disponible en Venezuela debido a la Ley de responsabilidad social.[cita requerida]
En diciembre de 2023, la empresa anunció el cierre de los canales I.Sat, Glitz y Much, cuyos ceses de transmisiones ocurrieron el 29 de febrero de 2024. 

## Divisiones
Warner Bros. Discovery International Argentina S.A. es un conglomerado de medios de origen argentino que funciona como la subsidiaria local de Warner Bros. Discovery Latin America. La compañía tiene su sede en Buenos Aires, capital de Argentina desde 1993. Posee y opera algunas versiones localizadas de los canales que se muestran en todo el mundo. Desde las instalaciones de Buenos Aires se transmiten un total de 61 señales.

## Canales actuales
| Nombre                              | Programación                              |
| ----------------------------------- | ----------------------------------------- |
| Warner Channel                      | Series, cine y eventos especiales en vivo |
| Discovery                           | Series y documentales                     |
| TNT                                 | Cine y eventos especiales en vivo         |
| TNT Series                          | Series y eventos especiales en vivo       |
| TNT Novelas                         | Telenovelas                               |
| Animal Planet                       | Animales                                  |
| Investigation Discovery             | Series y documentales                     |
| Space                               | Cine y deportes                           |
| Cinemax                             | Cine y series                             |
| TCM                                 | Cine                                      |
| HBO Pack                            | Cine y series premium                     |
| Discovery Turbo                     | Automovilismo                             |
| Golf Channel                        | Deportes                                  |
| TNT Sports                          | Deportes                                  |
| Cartoon Network                     | Infantil                                  |
| Cartoonito                          | Infantil                                  |
| Discovery Kids                      | Infantil                                  |
| Tooncast                            | Infantil                                  |
| Adult Swim                          | Animación para adultos y anime            |
| Discovery Home & Health             | Estilo de vida                            |
| TLC                                 | Estilo de vida                            |
| Food Network                        | Gastronomía                               |
| HGTV                                | Hogar                                     |
| HTV                                 | Música                                    |
| CNN en Español                      | Noticias                                  |
| CNN International                   | Noticias                                  |
| CNN Brasil (solo licencia la marca) | Noticias                                  |
| CNN Chile (solo licencia la marca)  | Noticias                                  |
| Discovery Science                   | Ciencia y tecnología                      |
| Discovery Theater                   | Documentales                              |
| Discovery World                     | Viajes                                    |

## Streaming

### Actuales
- CNN Brasil App
- CNN Radio App (Argentina, Chile y Latinoamérica)
- HBO Max

### Anteriores
- HBO GO: Cerró el 29 de junio de 2021 y fue reemplazada por HBO Max.
- TNT GO: Cerró el 31 de marzo de 2023 y fue descontinuada de las cableoperadoras, a favor de HBO Max.[28]
- TNT Sports GO: Cerró el 15 de noviembre de 2022 a favor de Estadio TNT Sports.
- Estadio TNT Sports (Brasil): Cerró el 30 de junio de 2023, a favor de la sección de TNT Sports en Max.[29]
- Cartoon Network App: Se fusionó con la app de  Discovery Kids y los sitios web de Cartoonito y Tooncast para formar CN | Discovery Kids | CNito.[30]
- CN | Discovery Kids | CNito: Descontinuada el 31 de diciembre de 2023.[31]
- Estadio TNT Sports (Chile): Cerró el 12 de enero de 2025 a favor de la sección de TNT Sports en Max.
- Estadio TNT Sports (Argentina): Cerró el 17 de enero de 2025 a favor de la sección de TNT Sports en Max.
- Discovery+ (Brasil): Se fusionó con Max el 6 de febrero de 2025.[32]

## Radio
| Nombre               | Programación | Señal                          |
| -------------------- | ------------ | ------------------------------ |
| CNN Radio Argentina  | Informativa  | Solo disponible para Argentina |
| CNN Radio en Español | Informativa  | Disponible para Latinoamérica  |

## Otras propiedades
- RAZE: Plataforma de medios digital.[33]
- Redknot: Joint venture, en conjunto con Nelvana (50%).[34]

## Canales anteriores

### Canales desaparecidos
- Retro (reemplazado por TruTV en 2009)
- People+Arts (reemplazado por Liv en 2010)
- Fashion TV (reemplazado por Glitz* en 2011)
- Liv (reemplazado por Investigation Discovery en 2012)
- Infinito (reemplazado por TNT Series en 2015)
- Esporte Interativo (descontinuado en 2018, revivido como TNT Sports Brasil en 2021)
- Esporte Interativo 2 (descontinuado en 2018, revivido como TNT Sports Brasil en 2021)
- Esporte Interativo BR (descontinuado en 2018, revivido como TNT Sports Brasil en 2021)
- Max (reemplazado por HBO Mundi en 2020)
- Max Prime (reemplazado por HBO Xtreme en 2020)
- Max Up (reemplazado por HBO Pop en 2020)
- CDF (reemplazado por TNT Sports Chile en 2021)
- Boomerang (reemplazado por Cartoonito en 2021)
- Discovery Civilization (descontinuado, a favor de HGTV en 2022)
- TBS (reemplazado por TNT Novelas en 2023)
- TruTV (reemplazado por Adult Swim en 2023)
- Glitz (cerrado en 2024)
- I.Sat (cerrado en 2024)
- Much (cerrado en 2024)

### Canales arrendados o vendidos
- Chilevisión (vendido a Paramount Networks Americas en 2021).
- Mega Media (re-vendido a Bethia en 2022)
- Crunchyroll Latinoamérica (vendido a Sony Pictures en 2021).
- Particular Crowd: División de Warner Bros. Discovery y sello especializado para lanzamiento de películas originales de Latinoamérica.[35] (escindida en 2023)